# تولی کوبفربرگ
تولی کوبفربرگ (انگلیسی: Tuli Kupferberg؛ ۲۸ سپتامبر ۱۹۲۳ – ۱۲ ژوئیهٔ ۲۰۱۰) یک خواننده، و شاعر اهل ایالات متحده آمریکا بود. وی بین سال‌های ۱۹۵۸ تا ۲۰۰۹ میلادی فعالیت می‌کرد.